# Траяновы Ворота
Трая́новы Воро́та (также Трояновы Ворота/Врата́) — естественный проход в цепи Ихтиманских гор Балканского полуострова, на территории республики Болгария. Служат своего рода соединительным звеном между хребтом Стара Планина и Родопами.

## История
Через данный перевал проходили древние торговые и военные пути из Пловдивской долины (Восточная Румелия) в западную (Средецкую) Болгарию с центром в городе София. Проход также разграничивает водоразделы рек Марица и Дунай. Вот как описывал эту местность римский историк IV века Аммиан Марцеллин:
«Сближающиеся между собой высоты хребтов Гема и Родопы, из которых первый начинается от берегов Истра, а другой — от левого берега реки Аксия, сходятся крутыми склонами в теснину и отделяют Иллирик от Фракии. С этой стороны за ними лежит Средиземная Дакия и город Сардика, а к югу Фракии и Филиппополь. Оба эти города большие и весьма важные. Сама природа как бы предназначила подчинение окрестных племен власти Рима, дав проходу как бы намеренно такой вид: прежде он был лишь узкой расщелиной и лишь позднее, с возрастанием римской власти и могущества, стал доступен для колесного движения; а когда по нему закрывали доступ, то удавалось отражать натиск великих полководцев и целых народов. Обращенная к Иллирику сторона не имеет крутых подъёмов, и восхождение здесь не представляет больших затруднений. Но со стороны Фракии горы обрываются в крутых стремнинах, и подъём здесь по обрывающимся тропинкам крайне затруднителен даже тогда, когда никто не препятствует движению. У подошвы этих горных масс с обеих сторон простираются широко раскинувшиеся равнины; верхняя из них тянется до Юлиевых Альп; нижняя до такой степени отлога, что не представляет никакого препятствия для заселения вплоть до самого Боспорского пролива.»
В VII веке через Трояновы Ворота в Ромейскую державу вторглись древние славяне, затем летом 1189 года перевал с большим трудом преодолели крестоносцы (Третий крестовый поход) под прeдводительством Фридриха I Барбароссы на пути к Филиппополю. 
Проход «Траяновы ворота» назывался «Цареви ворота», а у турок-османов в XV—XIX веках он был известен под именем  Демир-Кану. Название «Траяновы» вошло в обиход только с XV или даже с XVI века. 